# Olympische Sommerspiele 2020/Rhythmische Sportgymnastik
Bei den Olympischen Spielen 2020 in Tokio wurden vom 6. bis 8. August 2021 insgesamt zwei Wettbewerbe in der Rhythmischen Sportgymnastik ausgetragen.

## Zeitplan
| Wettbewerbe    | August 2021 | August 2021 | August 2021 |
| Wettbewerbe    | 6.          | 7.          | 8.          |
| -------------- | ----------- | ----------- | ----------- |
| Einzel         |             |             |             |
| Gruppe         |             |             |             |
| Entscheidungen | 0           | 1           | 1           |

|  | Qualifikation |  | Medaillenentscheidung |

## Bilanz

### Medaillenspiegel
| Platz  | Land      | Gold | Silber | Bronze | Gesamt |
| ------ | --------- | ---- | ------ | ------ | ------ |
| 1      | Bulgarien | 1    | –      | –      | 1      |
| 1      | Israel    | 1    | –      | –      | 1      |
| 2      | ROC       | –    | 2      | –      | 2      |
| 3      | Italien   | –    | –      | 1      | 1      |
| 3      | Belarus   | –    | –      | 1      | 1      |
| Gesamt | Gesamt    | 2    | 2      | 2      | 6      |

### Medaillengewinner
| Disziplin | Gold                                                                                     | Silber | Bronze                                                                                        |
| --------- | ---------------------------------------------------------------------------------------- | --- | --------------------------------------------------------------------------------------------- |
| Einzel    | Linoy Ashram (ISR)                                                                       | Dina Awerina (ROC)                                                                                        | Alina Harnasko (BLR)                                                                          |
| Gruppe    | BulgarienSimona Djankowa Stefani Kirjakowa Madlen Radukanowa Laura Traats Erika Safirowa | ROCAnastassija Blisnjuk Anastassija Maximowa Angelina Schkatowa Anastassija Tatarewa Alissa Tischtschenko | ItalienMartina Centofanti Agnese Duranti Alessia Maurelli Daniela Mogurean Martina Santandrea |

## Ergebnisse

### Einzel
| Platz | Land | Athletin           | Punkte  |
| ----- | ---- | ------------------ | ------- |
| 1     | ISR  | Linoy Ashram       | 107,800 |
| 2     | ROC  | Dina Awerina       | 107,650 |
| 3     | BLR  | Alina Harnasko     | 102,700 |
| 4     | ROC  | Arina Awerina      | 102,100 |
| 5     | BUL  | Borjana Kalejn     | 100,625 |
| 6     | ITA  | Milena Baldassarri | 99,625  |
| 7     | ISR  | Nicol Zelikman     | 95,600  |
| 8     | BLR  | Nastassja Salas    | 95,175  |

Finale: 7. August 2021

### Gruppe
| Platz | Land | Athletinnen                                                                                            | Punkte |
| ----- | ---- | --- | ------ |
| 1     | BUL  | Simona Djankowa Stefani Kirjakowa Madlen Radukanowa Laura Traats Erika Safirowa                        | 92,100 |
| 2     | ROC  | Anastassija Blisnjuk Anastassija Maximowa Angelina Schkatowa Anastassija Tatarewa Alissa Tischtschenko | 90,700 |
| 3     | ITA  | Martina Centofanti Agnese Duranti Alessia Maurelli Daniela Mogurean Martina Santandrea                 | 87,700 |
| 4     | CHN  | Guo Qiqi Hao Ting Huang Zhangjiayang Liu Xin Xu Yanshu                                                 | 84,550 |
| 5     | BLR  | Hanna Hajdukewitsch Nastassja Malakanawa Nastassja Rybakowa Aryna Zyzylina Karyna Jarmolenka           | 84,050 |
| 6     | ISR  | Ofir Dayan Yana Kramarenko Natalie Raits Yuliana Telegina Karin Vexman                                 | 83,850 |
| 7     | UKR  | Mariola Bodnartschuk Daryna Duda Jewa Meleschtschuk Anastassija Wosnjak Marija Wyssotschanska          | 77,600 |
| 8     | JPN  | Rie Matsubara Sakura Noshitani Sayuri Sugimoto Ayuka Suzuki Nanami Takenaka                            | 72,500 |

Finale: 8. August 2021

## Qualifikation
| Nation             | Einzel | Gruppe | Quotenplätze |
| ------------------ | ------ | ------ | ------------ |
| Ägypten            | 1      | X      | 2            |
| Aserbaidschan      | 1      | X      | 2            |
| Australien         | 1      | X      | 2            |
| China              |        | X      | 2            |
| Brasilien          |        | X      | 1            |
| Bulgarien          | 2      | X      | 3            |
| Georgien           | 1      |        | 1            |
| Israel             | 2      | X      | 3            |
| Italien            | 2      | X      | 3            |
| Japan              | 2      | X      | 3            |
| Kap Verde          | 1      |        | 1            |
| Kasachstan         | 1      |        | 1            |
| Mexiko             | 1      |        | 1            |
| ROC                | 2      | X      | 3            |
| Slowenien          | 1      |        | 1            |
| Ukraine            | 2      | X      | 3            |
| Ungarn             | 1      |        | 1            |
| Usbekistan         | 1      | X      | 2            |
| Vereinigte Staaten | 2      | X      | 2            |
| Belarus            | 2      | X      | 3            |
| Gesamt: 20 NOKs    | 26     | 14     | 40           |